# 綺澄
綺澄は、1996年、佐賀県佐賀市にて結成されたロックバンド・ビーストのヴォーカリスト。

## 人物
当時は空前のハードコアブームの佐賀音楽シーンにおけるビジュアル系バンドの走りとして2000年に解散するまでの間に、タウン情報さがでのコラム執筆、NBCラジオ佐賀『サンデーミュージックウォーカー』へのエンディング曲提供、STSサガテレビ『とれたて情報 カチカチてれび』へのエンディング曲提供など幅広く活躍した。タウン情報さがでのコラム執筆はビーストの解散後も1年間続け、1997年から2001年までの4年間続いた長寿コーナーとなった。コラムはミュージック・ブレークという名称で1/2ページの枠で佐賀県に訪れるビジュアル系バンドのインタビューと自身の独自に音楽論を展開する内容であった。
自身の担当するコラムの取材として、元Die in Criesのギタリストである室姫深（当時はBLOODY IMITATION SOCIETYのギタリストと「小島実」と名乗っていた）とも佐賀市内にて対談している。その内容はコラムの中でも紹介された。

### 音楽性
過去に掲載されたことがあるプロフィールによると、両親は詩吟の師範でありその影響を受け幼少期から音楽に触れて育つ。楽器を始めたのは高校生の時であり、最初に購入した楽器はベースギターであった。その後エレキギターも始めるがバンドデビューはベーシストとしてだった。
ビーストの作詞・作曲は全て彼が担当し、解散までに約40曲程の楽曲を発表した。当時はまだデモ音源はカセットテープだったため、デジタルでの音源は現存しない。
BOØWYやDie in Criesに代表されるビート・ロックと形容される音楽に分類される。活動中期から当時では珍しいDTMとバンド演奏を融合させた楽曲づくりをしていた。実際にライブでも同期演奏をしていた。特に1998年頃にはドラマー不在の時期があり、その間は全てのドラム演奏をコンピュータで行なっていた。
当時「コンピュータも含めればバンドで必要な楽器は全て演奏できる」と語っていたように、実際にバンドのリーダーとして全パートの演奏方法やアレンジに至るまで細かくメンバーに指示を与えており、ワンマンバンドとしても有名だった。「まるで彼のバックバンドを務めているようだ」と漏らすメンバーもいた程だ。

### 親交
1999年に、当時福岡県にて絶大な人気を誇っていたMissing Tearと佐賀県にて共演しているが、この時のMissing TearのメンバーにはTATSUO（ザ・ゴールデンボンバーの中の人と称されるギタリスト）がいた。接点は少ないものの同世代・同期のバンドであり、TATSUOとは同い年である。
バンドとしては北九州のビジュアル界を代表するROSE SMELL MODEとも親交が深く、北九州〜佐賀〜久留米でのツアーが多かった。
ビースト解散後はAr;k（KARIOSTORO）のローディーをし、Ar;k解散時まで務めた最後のローディーだとされている。なお、前述TATSUOはKARIOSTORO時代にローディーをしていたため、同じ系譜でもある。